# Звареті
Звареті (груз. ზვარეთი) — село в Грузії.
За даними перепису населення 2014 року в селі проживає 351 особа.